# Enneade
L'Enneade o Grande Enneade era un gruppo di nove divinità della religione egizia venerate a Eliopoli. Di essa facevano parte: il dio del sole Atum, "Toro dell'Enneade", i suoi figli Shu e Tefnut, i loro figli Geb  e Nut e i loro figli Osiride, Seth, Iside e Nefti.

L'Enneade

L'Enneade a volte includeva Horus, che non era l'Horus figlio di Iside e Osiride, ma una forma più antica, chiamato Horus il Vecchio, il Maggiore o il Grande, e in effetti fratello di Osiride, Seth, Iside e Nefti. La sua importanza crebbe durante la quinta e la sesta dinastia, e rimase prominente in Egitto durante il regno di Tolomeo I.
La grande Enneade era uno di molti gruppi di divinità dell'antico Egitto, e le pretese di preminenza da parte dei sacerdoti di Eliopoli non erano rispettate in tutto il regno. Vicino a Menfi, per esempio, i sacerdoti di Ptah lo celebravano come superiore ai nove.

## Nome
Enneade è un termine latino derivante da una parola del Greco antico: Enneás (Ἐννεάς), che significa "i Nove". 
Il termine è una trascrizione del nome egizio Psḏt che significa anch'esso "I Nove". La pronuncia originale non è conosciuta, dal momento che i geroglifici non trascrivono le vocali. La stessa radice "pesedj" ha un omofono nel verbo brillare, splendere, per cui queste nove divinità emanate da Atum-Ra possono essere viste come estensione della sua radiante vitalità e la formula egizia Pesdjet Aat tradotta come "il Grande Splendore". Sono in effetti nominati in diversi testi egizi come "membra" di Atum-Ra, per esempio nel Libro dei Morti. Nella Litania di Ra, "i Nove", sono enumerati come "nomi" dello stesso Ra, ipostasi del dio solare, lì chiamato "Suprema Potenza". Il numero nove inoltre ha un significato supplementare, che però è evidente solo nella scrittura geroglifica, spesso nei Testi delle Piramidi al posto di scrivere i segni per Grande Enneade si limitano a scrivere nove volte il geroglifico per "dio". La ripetizione del segno è fatto in tre gruppi di tre segni; visto che nella scrittura geroglifica il plurale si ottiene per triplice ripetizione dello stesso segno, il gruppo sottolinea come l'Enneade rappresenti in verità solo l'aspetto molteplice dello stesso Dio Primordiale: Atum ne rappresenta l'Unità e l'Enneade la Molteplicità in quanto plurale dei plurali.

## Storia
Gli antichi Egizi crearono molte Enneadi, siccome l'unificazione del regno durante la prima dinastia portò in contatto fra di loro molte culture locali. L'antica mitologia egizia aveva spesso diverse spiegazioni per lo stesso fenomeno. Questo concetto è unico perché nessuna versione era più accurata delle altre, ma la verità era un misto di tutte. I testi delle piramidi della quinta e sesta dinastia menzionano la Grande Enneade, la Piccola Enneade, l'Enneade Duale e le Sette Enneadi. Alcuni faraoni istituirono inoltre delle Enneadi che li incorporavano in quanto dei.
La più importante fu la Grande o Enneade di Eliopoli, che celebrava la famiglia del dio del sole Atum, a volte chiamato anche Atum-Re, e prosperò dell'Antico Regno fino al periodo tolemaico.
Il suo sviluppo rimane incerto, anche se sembra che sia apparso per la prima volta quando il culto di Ra, molto forte durante la quinta dinastia, perse importanza sotto la sesta dinastia. Gli egittologi teorizzano tradizionalmente che i sacerdoti di Eliopoli lo abbiano fondato per rimarcare la maggiore importanza di Atum rispetto agli altri dei, incorporando degli dei principali in posizioni secondarie e omettendone completamente altri. Il più importante di questi dei era Osiride, dio della vegetazione e dell'aldilà, che fu incorporato nell'Enneade in qualità di pronipote di Atum. Tuttavia, nel ventesimo secolo, alcuni egittologi misero in discussione l'intera ipotesi.
Dopo che la Grande Enneade si fu stabilita, il culto di Ra, identificato con Atum, riottenne molta della sua importanza, finché non fu superato dal culto di Horus. I due furono poi combinati come Ra-Horus degli Orizzonti.
Nella Piccola Enneade, oltre ai precedenti, o talvolta in sostituzione, sono presenti Anubi, Horus, Thot e Maat.

## Miti
Secondo la storia della creazione dei sacerdoti di Eliopoli, il mondo in origine era formato dalle acque primordiali, personificate come Nun. Da esse emerse un cumulo nella Prima Occasione. Sul cumulo si sedette Atum, il dio generato da se stesso, che era equiparato a Ra. Atum si era evoluto da Nun.  Atum sputò o si masturbò, a seconda delle versioni, e produsse aria, personificata in Shu, e umidità, personificata in Tefnut. I fratelli si unirono per creare la terra, Geb, e il cielo notturno, Nut.
Geb e Nut erano i genitori di Osiride, Iside, Set e Nefti, che diventarono due coppie: Osiride e Iside rappresentano fertilità e ordine, mentre Set e Nefti rappresentano il caos. Horus, figlio di Osiride e Iside, è spesso incluso in questa leggenda della creazione. A causa della dualità dei miti dell'antico Egitto, questa è solo una delle molte leggende sulla Creazione. Gli egizi credevano che non ci fosse un mito più corretto degli altri, ma che la verità fosse una combinazione delle varie versioni. Questa versione era una creazione fisiologica. Le altre versioni principali sono la tradizione Menfita e quella Ermopolita/Ogdoada.

## Galleria d'immagini

Shu
Tefnut
Geb
Nut (mitologia)
Osiride
Iside
Seth
Nefti
Horus